# Stana
Stana je žensko osebno ime.

## Izvor imena
Ime Stana je različica ženskega osebnega imena Stanislava.

## Pogostost imena
Po podatkih Statističnega urada Republike Slovenije je bilo na dan 31. decembra 2007 v Sloveniji število ženskih oseb z imenom Stana: 358.

## Osebni praznik
V koledarju je ime Stana zapisano pri imenu Stanislava oziroma Stanislav.